# Гранитное (Волновахский район)
Грани́тное (до 1945 года — Старая Карань; укр. Гранітне) — село Волновахского района Донецкой области, административный центр Гранитненского сельского совета. До 11 декабря 2014 года входило в Тельмановский район. 

## История
В окрестностях села имеются курганы эпохи бронзы.
Основано в 1778 году переселенцами из крымских сёл Карань, Черкез-Кермен и Мармара. Первоначальное название — Карань, затем — Старая Карань.
В конце XIX — начале XX веков особой известностью пользовались проводимые в Карани (волостном центре) дважды в год (осенняя и весенняя) ярмарки.
С 1935 до 1941 год — в составе Старо-Каранского района Сталинской области.
Во время Великой Отечественной войны в 1941—1943 село находилось под немецкой оккупацией, после войны было передано в состав Тельмановского района.
В 1945 году Указом Президиума ВС УССР село Старая Карань переименовано в Гранитное
В мае 1995 года Кабинет министров Украины утвердил решение о приватизации находившегося в селе Тельмановского карьероуправления.
В 2004 году жители Гранитного на референдуме проголосовали за возвращение названия Старая Карань. Тем не менее сельский совет не стал ходатайствовать перед районным советом о переименовании села, в результате чего название населённого пункта осталось прежним.
11 мая 2014 году в селе пророссийские сепаратисты провели так называемый «референдум», однако позже украинские силовики восстановили контроль над посёлком. По итогам августовских боев ВСУ село осталось под контролем Украины. 11 декабря 2014 года село было переподчинено Волновахскому району в связи с тем что райцентр Тельманово оказался под контролем ДНР.
27 февраля 2022 года село было оккупировано ВС РФ.

## Население
Населено преимущественно урумами.
- 1859 — 2425 человек
- 1908 — 3270 человек
- 1933 — 2281 человек[5]
- 2001 — 3576 человек

### Известные жители
- 280 жителей села были награждены боевыми орденами и медалями.
- 172 жителя села были награждены орденами и медалями за трудовые успехи, в том числе 5 — орденом Ленина, 2 — орденом Октябрьской Революции.

Среди них:
- Самохин, Николай Ермолаевич — Герой Советского Союза.
- Рудов, Иван Афанасьевич — Герой Социалистического Труда.
- Бейда, Иван Мартынович — Герой Советского Союза.

## Экономика
- Камне-дробильный комбинат.